# عیان (روستا)
 عیان  (در عربی:  عَیان )
نام روستایی است در دهستان ذُوعَید از توابع استان مَحویت در کشور یمن در شبه جزیره عربستان.

## جمعیت
جمعیت آن (۱۰۷ ) نفر (۷ خانوار) می‌باشد.